# سکورودنه
سکورودنه (به لهستانی:  Skorodne) یک روستا در لهستان است که در گمینا لوتوویسکا واقع شده‌است. سکورودنه ۴۷ نفر جمعیت دارد.